# Mesoleius armillatorius
Mesoleius armillatorius là một loài tò vò trong họ Ichneumonidae.